# Academia Argentina de Artes y Ciencias de la Comunicación
La Academia Argentina de Artes y Ciencias de la Comunicación, que anteriormente se denominaba  Academia Argentina de la Comunicación, fue fundada el 21 de septiembre de 1971, con el propósito de reunir a prestigiosos profesionales de las ciencias de la comunicación de la República Argentina, sin limitaciones de carácter ideológico, político, religioso o filosófico, con el fin de fomentar el perfeccionamiento cultural y técnico de los profesionales de estas disciplinas y difundir los principios éticos que rigen estas actividades dentro del marco de la Constitución Nacional y las leyes de la República.

## Fundadores
Se contaron entre sus fundadores Alberto A. Roveda, que ejerció largamente la presidencia de la institución con señalado acierto; Oscar Magdalena, José Esteves Álvarez, Francisco A. Rizzuto (h). Fueron miembros de número personalidades como Bernardo Ezequiel Koremblit, Cora Cané, Enriqueta Muñiz, Enrique Alejandro Mancini, Antonio Carrizo y Jorge Quaranta, estos últimos ya fallecidos, o como Juan Carlos Escalera Moya que ocupó el sitial Roberto Noble desde 1976, fue Académico Decano y falleció el 4 de septiembre de 2017.

## Temas y objetivos
Su organización abarca las actividades profesionales, el estudio y la investigación relacionados específicamente con: a) el periodismo escrito, oral, audiovisual y digital; b) la radiodifusión; c) la teledifusión, la televisión por cable y la televisión educativa y cultural; d) la publicidad y sus disciplinas conexas; e) la educación permanente y la no formal; f) el libro y su edición; g) las relaciones públicas; h) la prensa científica, técnica y especializada; i) las agencias periodísticas y de información; j) los sistemas computarizados de comunicación e información; k) la teoría de la información; l) la teoría de la comunicación.
La Academia tiene como objetivos: a) promover la elevación, el estudio y el progreso de todas las disciplinas que fundamentan las diversas expresiones de la comunicación social en sus formas oral, escrita y audiovisual; b) estimular el perfeccionamiento de la creación y producción de los mensajes y de su adecuada recepción y comprensión; c) promover las vocaciones por cada una de las disciplinas específicas del área de las ciencias de la comunicación; d) estimular el interés por el correcto uso del idioma en sus diversas formas de expresión; e) difundir los principios éticos que rigen las actividades de los profesionales de las ciencias de la comunicación; f) asesorar a las entidades oficiales y privadas que lo requieran en las materias de su función específica; g) difundir los trabajos de sus miembros en las materias de su competencia y constituir una tribuna que permita a sus integrantes e invitados exponer públicamente ideas y estudios relacionados exclusivamente con los fines de la Academia; h) difundir los progresos y avances científicos que se produzcan en las ciencias de la comunicación, particularmente los que tengan su origen en la investigación y los desarrollos que se realicen en el país y exaltar y enaltecer los valores culturales que encierre cada uno de ellos; i) establecer y mantener relaciones con las universidades, instituciones y personas que se dediquen al estudio y la investigación en ciencias de la comunicación; j) dictar sus propios estatutos y reglamentos bajo las normas de derecho vigentes.

## Comisión directiva y miembros de número

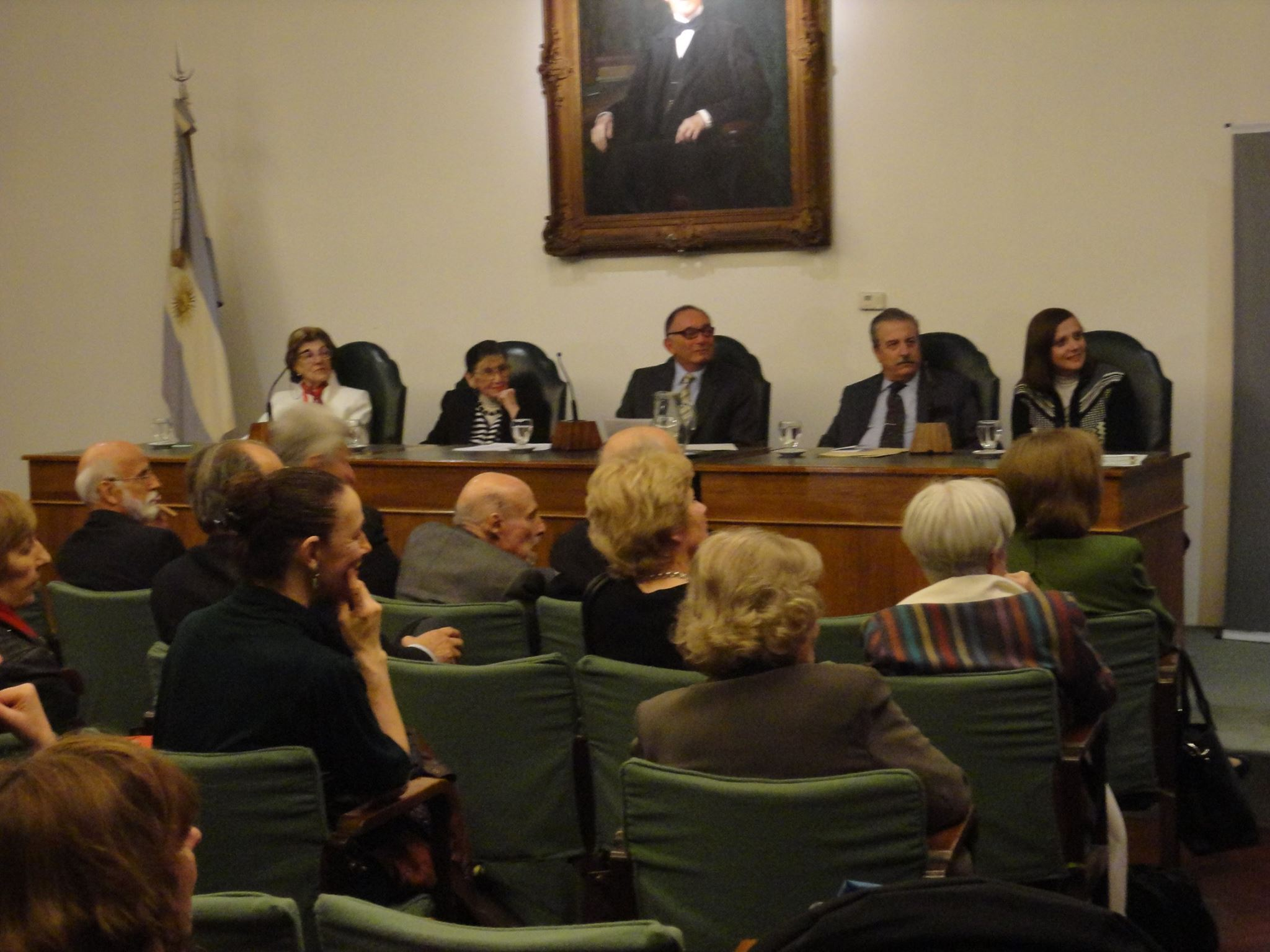
El presidente de la Academia Jorge N. Di Nucci (en el centro), el vicepresidente 1.º Roberto Elissalde (a su derecha), y la presidenta del Museo Bartolomé Mitre, Gabriela Mirande Lamedica (a la derecha de la imagen). Sesión pública de recepción de nuevos académicos (octubre, 2015)

La Academia cuenta con 40 sitiales de numerarios, un número ilimitado de académicos correspondientes en el país y en el exterior, tres miembros honorarios Bartolomé Mitre (fallecido el 25 de marzo de 2020), Pedro Simoncini (fallecido el 21 de agosto de 2020) y el expresidente uruguayo Julio María Sanguinetti.
En la categoría de eméritos con el que se ha distinguido a ex académicos de número que por distintas razones no pueden participar activamente en la vida de la entidad, pero que han realizado numerosos aportes. Son ellos: Armando Alonso Piñeiro (académico emérito fallecido el 7 de noviembre de 2020), Andrés Alcaraz, Faustino Beltrán, Felipe M. A. Dobal, Magdalena Ruiz Guiñazú (académica emérita fallecida el 6 de septiembre de 2022); Antonio Salonia, Horacio Sanguinetti, Santiago Senén González, Orlando Héctor Valleta, Alejandro Fargosi, Miguel Ritter, Lauro Laiño. Carlos Garaycochea (académico emérito falleció el 10 de septiembre de 2018) y Carlos Chaves del Valle (académico emérito falleció el 2 de agosto de 2020)
La comisión directiva está presidida por Jorge N. Di Nucci y la integran como vicepresidentes 1.º y 2.º, Roberto L. Elissalde y Gigliola Zechin (Canela), respectivamente; la secretaria es Paula Ortiz y el tesorero, Roberto Llauró.
La nómina de los miembros de número por orden de antigüedad es la siguiente:
•	Juan José Villegas. 07-08-1986. Manuel Belgrano. Sitial No. 2
•	Ignacio F. Bracht. 02-08-1990. Pedro de Angelis. Sitial No. 27
•	María Isabel Clucellas. 04-05-1992. Estanislao Zeballos. Sitial No. 9
•	Rodolfo J. Echegaray. 02-09-1993. Enrique P. Maroni. Sitial No. 21
•	Enoch Aguiar. 04-07-1996. Manuel Moreno. Sitial No. 19
•	Alberto O. Pujol. 04-07-1996. Enrique Banchs. Sitial No. 38
•	Guillermo Jaim Etcheverry. 04-05-2000. Bernardo de Monteagudo. Sitial No. 3
•	Emilia Edda Menotti. 04-08-2004. Ana Maria Elflein. Sitial No. 14
•	Oscar Muiño. 10-11-2010. Miguel Cané. Sitial No. 30
•	Alejandro Di Lazzaro. 06-04-2011. José Hernández. Sitial No. 8
•	Jorge N. Di Nucci. 01-06-2011. Domingo F. Sarmiento. Sitial No. 6
•	Roberto L. Elissalde. 09-04-2014. Victoria Ocampo. Sitial No. 32
•	Eduardo A. Sadous. 04-06-2014. Juan B. Alberdi. Sitial No. 34 + (falleció el 20 de agosto de 2022)
•	Andrew Graham Yooll. 02-07-2014. Mariano Moreno. Sitial No. 1 + (falleció el 5 de julio de 2019)
•	Guillermo Mac. Loughlin Breard. 02-07-2014. Bartolomé Mitre. Sitial No. 7
•	Fernando Sánchez Zinny. 03-09-2014. Juan S. Valmaggia. Sitial No. 33
•	José Selles Martínez. 08-10-2014. Hipólito Vieytes. Sitial No. 5
•	Gigliola Zecchin. 01-07-2015. José S. Álvarez- “fray Mocho”. Sitial No. 17
•	Susana Gallardo. 05-08-2015. Constancio C. Vigil. Sitial No. 36
•	Sara Shaw de Critto. 05-08-2015. Pedro Goyena. Sitial No. 10
•	Jorge Rouillon. 02-09-2015. José Manuel Estrada. Sitial No. 11
•	Dante Ruscica. 12-05-2016. Francisco Antonio Rizzuto. Sitial No. 24
•	Néstor Linari. 08-06-2017. Ovidio Lagos. Sitial No. 15
•	Roberto A. Llauró. 09-11-2017. Jaime Yankelevich. Sitial No. 23
•	Pablo De Vita. 12-04-2018. Gustavo Franceschi. Sitial No. 29
•	Duilio Smiriglia. 12-04-2018. Manuel Láinez. Sitial No.16
•	Susana Reinoso 07-06-2018. Roberto Noble. Sitial No. 26
•	Paula Ortiz. 07-06-2018. Petrona Rosende de Sierra. Sitial No.13
•	Julio César Villalonga. 07-06-2018 Natalio Botana. Sitial No. 37
•	Graciela Sammartino. 12-07-2018 Leopoldo Lugones. Sitial No. 39
•	Oscar Barney Finn 11-05-2019 Esteban Echeverría. Sitial No. 4
•	Juan Carlos Lynch 13-06-2019 Roberto Arlt. Sitial No. 18

## Académicos correspondientes
Ciudad de Buenos Aires
- Horacio A. Aguilar
- Teresa Fuster
- Philip Perez
- Carmen Verlichak
- Fabián Bosuer

Buenos Aires
- Bernardo P. Lozier Almazán

Chubut
- Jorge Alvarado

Córdoba
- Mabel Elsa Rébora
- Gregorio Díaz Lucero

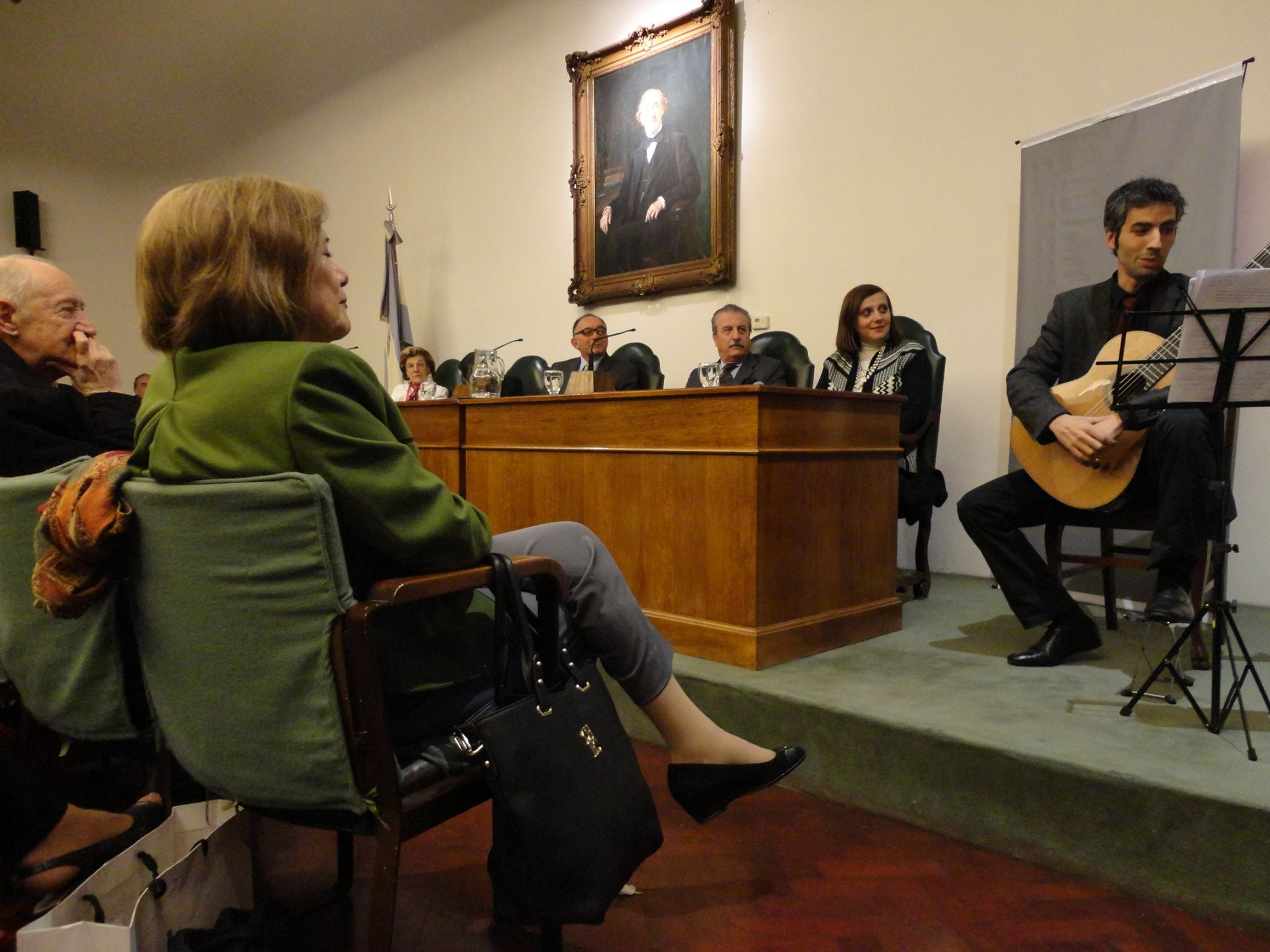
Javier Ares Yebra, académico correspondiente por España, durante su ponencia de ingreso (octubre, 2015)

- Norma Morandini

Mendoza
- Jaime Correas

Santa Fe
- Olga Bressano de Alonso
- Fernando Chao

Tucumán
- Fernando Bach

Bolivia
- Eduardo Trigo O´Connor Darlach

Brasil
- Marlí Cristina Scomazzon

Ecuador
- Otto Federico Aguilera

España
- Javier Ares Yebra
- Leopoldo Samsó
- Marigela Pueyrredon

Estados Unidos
- Sergio Jalil

Francia
- Jannie Larroquette

Irlanda
- Justin Harman

Italia
- Gherardo La Francesca

Paraguay
- Nicolás Darío Latourrette Bo

Perú
- Eduardo Dargent Chamont

República Dominicana
- Juan José Jimenes Sabater

Uruguay
- Enrique Llamas de Madariaga
- Diego H. Del Grossi Casal
- Héctor Patiño Gardone